# Смотритель, Владимир Петрович
Владимир Петрович Смотритель (род. 13 января 1953, Городище, Черкасская область) — украинский театральный актёр, руководитель и актёр монотеатра «Кут» («Угол», г. Хмельницкий), народный артист Украины.

## Биография

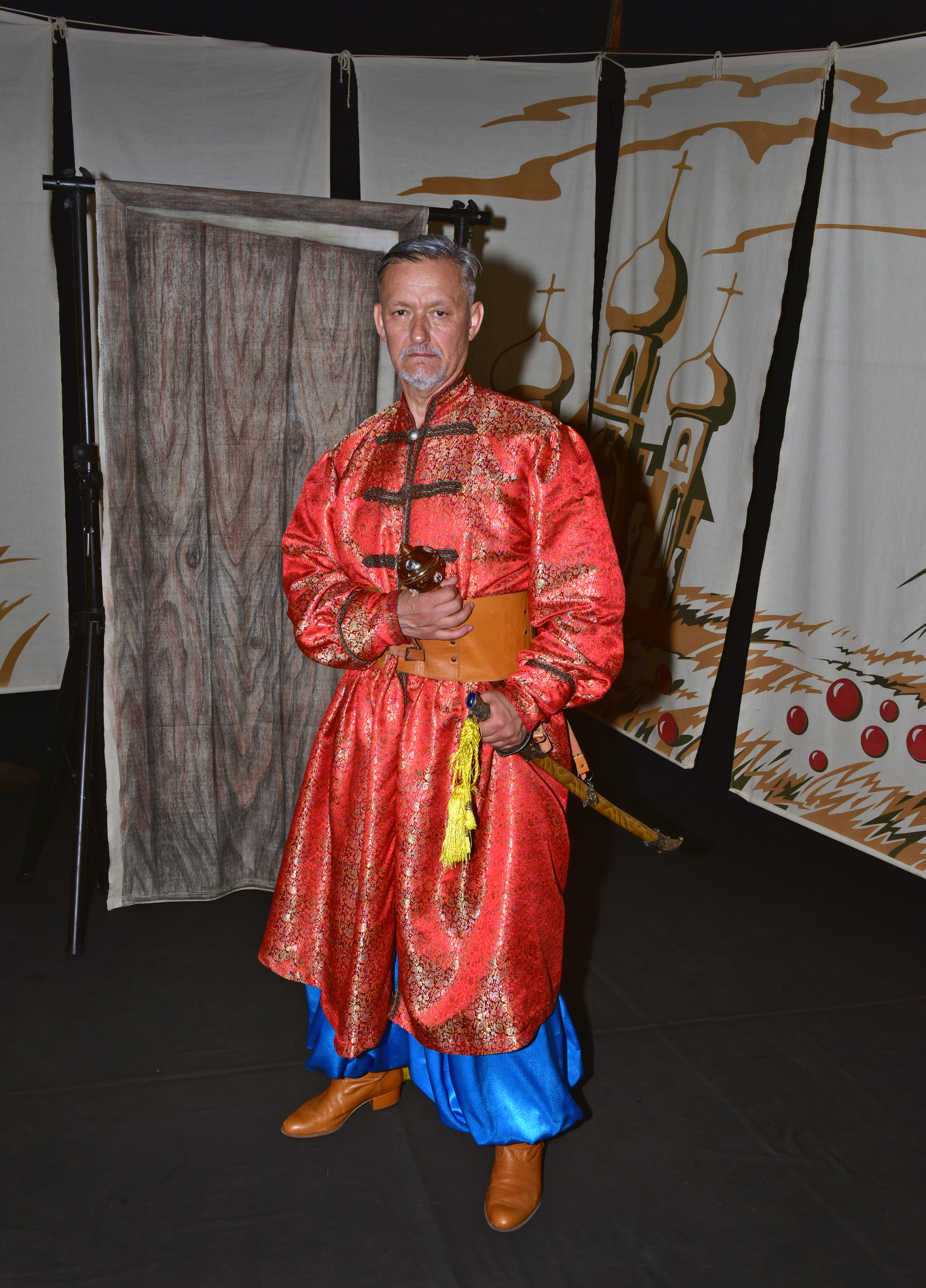
Владимир Петрович Смотритель

Владимир Смотритель родился 13 января 1953 года в г. Городище Черкасской области . После окончания школы в 1974 году стал студентом Днепропетровского хореографического училища. По окончании училища, в 1978 году поступил в Киевский театральный институт имени Ивана Карпенко-Карого на факультет драмы и кино, по окончании которого восемь лет работал актёром на профессиональной сцене Киевского театра юного зрителя. С 1986 года работал в Черновицкой областной филармонии.
В Хмельницкий переехал работать в 1988 году. Первые три года — в областной филармонии. Параллельно убеждает тогдашнего мэра города Михаила Чекмана в важности и необходимости существования такого неординарного явления в жизни города как монотеатр. В 1992 году на сессии городского совета по инициативе городского головы такой театр был создан. Это небольшое помещение в центре города со зрительным залом и сценой. Название театра «Кут» ("Угол") происходит из названия перекрестка дорог в родном городе Владимира, Городище, где каждый вечер собиралась местная молодежь пообщаться и послушать песни под гитару.
Является основателем Всеукраинского фестиваля моноискусств «Раскутие» и директором международного фестиваля моно-спектаклей «Эхо». Основатель художественного проекта «Молодая элита города», который действует в течение всего образовательного года для учащихся 10-11 классов.

## Награды и признание
- 1992 — обладатель гран-при Всеукраинского конкурса авторской песни «Оберег — 92» (г. Луцк);
- 1995 — лауреат Всеукраинского конкурса на кубок Аркадия Чайкина «Море смеха — 95» (г. Запорожье);
- 1998 — обладатель первой премии Всеукраинского конкурса юмора и сатиры имени Андрея Совы (г. Одесса);
- 2000 — лауреат международного конкурса «Эхо» (г. Киев);
- 2002 — «Человек года» в номинации «Мистець» (г. Хмельницкий);
- 2005 — Гран-при Всеукраинского фестиваля «Виват актёр» (г. Днепропетровск);
- 2006 — Заслуженный артист Украины;
- 2016 — Народный артист Украины.